# 池田潔

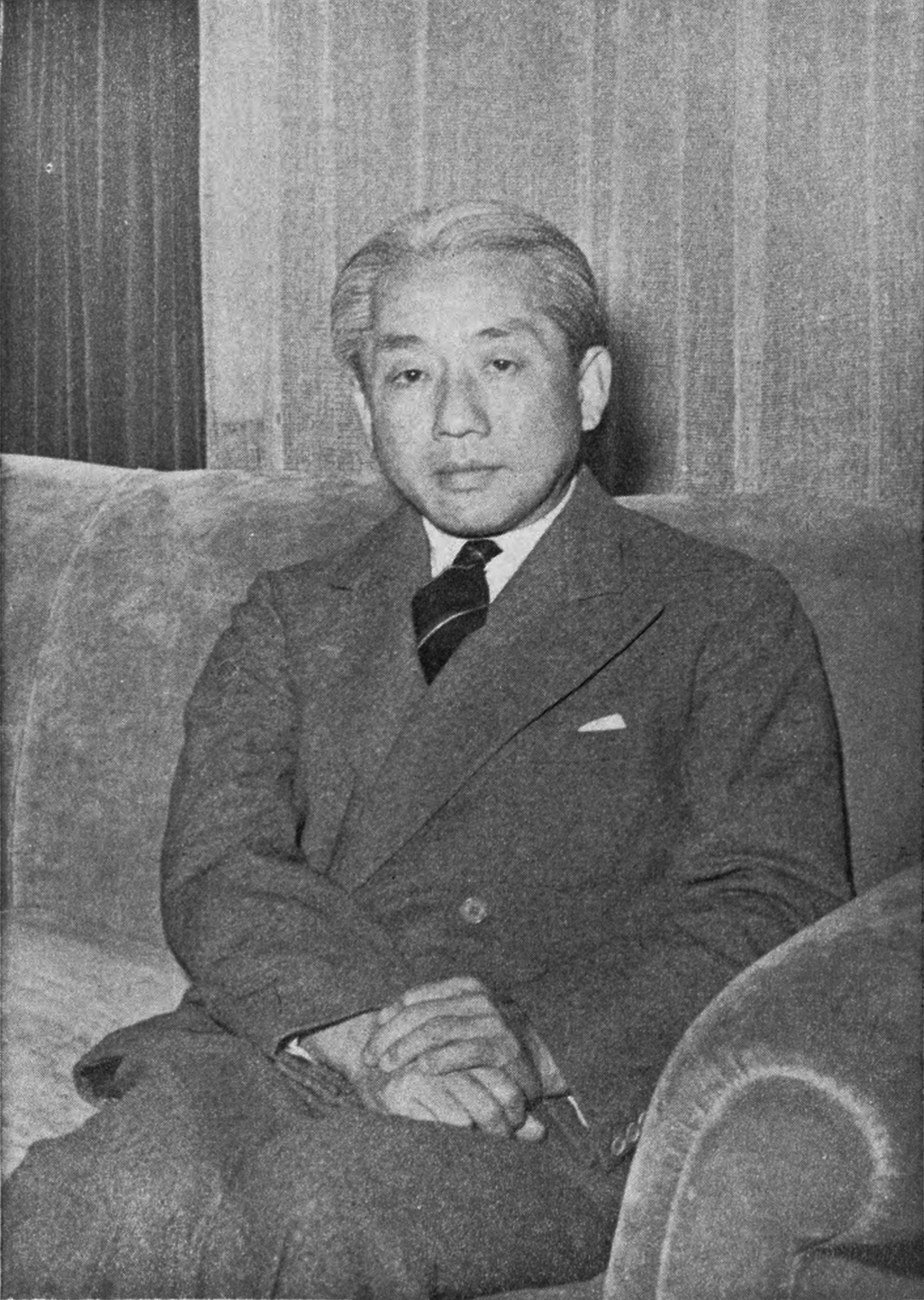
池田潔

池田 潔（いけだ きよし、1903年10月4日 - 1990年3月14日）は、日本の文筆家、随筆家。

## 生涯
三井財閥の最高指導者で日銀総裁を務めた池田成彬の二男として東京に生まれる。母方の祖父は、福澤諭吉の甥で三井銀行理事の中上川彦次郎。旧制麻布中学4年次を終えてから17歳で渡英し、パブリックスクールのリース校 (en:The Leys School) を卒業。1926年にケンブリッジ大学を卒業後、渡独してハイデルベルク大学に学ぶ。
1945年から1971年まで慶應義塾大学文学部英文科教授。その間、国語審議会副会長を務めた。1971年から1982年まで国家公安委員。
『自由と規律 イギリスの学校生活』は、敗戦後の混乱期の日本人に英国流の民主主義精神を説いた随想で、今日に至るまでベストセラーかつロングセラーとなった。論考は「自由と責任」についての探求忠言した面が大きい。

## 著書
- 『自由と規律－イギリスの学校生活』岩波新書 1949、のち改版（復刊2007ほか）
- 『よき時代のよき大学』文藝春秋新社 1950
- 『教師のらくがき』読売新聞社 1952
- 『靴のかかと 池田潔随筆集』慶友社 1952
- 『現代随想全集6 小泉信三・池田潔集』創元社 1953
- 『愚かなり日日』読売新聞社〈読売新書〉1954
- 『第三の随筆』読売新聞社〈読売新書〉1955
- 『野の花』北辰堂 1955
- 『歩道のない路 池田潔随筆集』慶友社 1955、新書版
- 『砂に書かれた文字』金文堂 1956
- 『なにを急ぐ 随筆集』経済往来社 1956
- 『現代知性全集4 池田潔集』日本書房 1958、新装版 1970
- 『私たちはどう生きるか16 池田潔集』ポプラ社 1959
- 『学生を思う』講談社現代新書 1966
- 『現代人生論全集8 池田潔集』雪華社 1966
- 『少数派より』ぎょうせい 1979